# Добрий динозавр
«Добрий динозавр» (англ. The Good Dinosaur) — американський 3D комп'ютерно-анімаційний пригодницько-комедійний фільм, знятий Пітером Соном. Прем'єра стрічки в Україні відбулась 31 грудня 2015 року. 

## Голосовий акторський склад
- Реймонд Очоа  - Арло
- Джек Брайт - печерний хлопчик
- Сем Елліотт - Бутч
- Анна Паквін - Рамсі
- Ей Джей Баклі - Неш
- Джеффрі Райт - Генрі
- Френсіс Макдорманд - Іда
- Джон Ратценбергер - Ерл
- Стів Зан - Громовклюв

## Український дубляж
Фільм дубльовано студією «Le Doyen» на замовлення «Disney Character Voices International» у 2015 році.
- Режисер дубляжу — Анна Пащенко
- Перекладач — Роман Кисельов
- Творчий консультант — Мачей Ейман
- Ролі дублювали: Кирило Нікітенко, Наталя Задніпровська, Марія Ніколенко, Арсен Шавлюк, Дмитро Павленко, Сергій Нікітін, Володимир Машук, Олег Лепенець, Володимир Терещук, Світлана Шекера, Сергій Солопай, Роман Молодій, Людмила Барбір, Володимир Паляниця, Олена Узлюк, В'ячеслав Ніколенко, Володимир Канівець, Борис Георгієвський, Андрій Мостренко та інші.

## Музика
В березні 2013 року Томас Ньюман був оголошений композитором фільму, але в травні 2015 року було повідомлено, що його замінить Майкл Денна. У вересні 2015 року було оголошено, що Джефф Денна допоможе своєму братові Майклу писати музику. Це перший випадок, коли музику до фільму Pixar написали два композитори.